# Кейн и Мейбл
«Кейн и Мейбл» (англ. Cain and Mabel) — американская музыкальная чёрно-белая кинокомедия, снятая режиссёром Ллойдом Бэконом в 1936 году по рассказу Гарри Чарльза Уитвера.

## Сюжет
Официантка, ставшая звездой Бродвея и механик гаража, ставший чемпионом по боксу, сильно недолюбливают друг друга, но её пресс-агент, учитывая падающую популярность, чтобы подогреть интерес к последнему музыкальному шоу Мэйбл, сочиняет для рекламы в СМИ надуманный фиктивный роман между ними. Со временем, молодая пара влюбляется по-настоящему и планирует пожениться. Влюблённые должны фактически отказаться от своей карьеры в качестве доказательства того, что их любовь не рекламный шаг, а настоящая…

## В ролях
- Мэрион Дэвис — Мэйбл О’Дэр
- Кларк Гейбл — Ларри Кейн
- Аллен Дженкинс — Додо
- Уо́лтер Кэ́тлетт — Джейк Шерман
- Роско Карнс — Алоизиус К. Рейли
- Роберт Пейдж — Ронни Колдуэлл
- Хобарт Кавано — Майло, постановщик
- Рут Доннелли — тётя Мими
- Перт Келтон — Тодди Уильямс
- Уильям Коллиер-старший — Пэт «Поп» Уолтерс
- Сэмми Уайт — певец в «Кони-Айленде»
- Э. Клайв —  Чарльз «Чак» Фендвик
- Аллен Помрой — боксёр Том Рид
- Роберт Миддлмасс — мистер Джордж, владелец кафе
- Джозеф Крехан — менеджер Рида
- Чарльз Теске — танцор
- Мари Прево — администратор Шермана (нет в титрах)

## Награды
- Фильм был номинирован на кинопремию «Оскар» 1937 года за «Лучшую танцевальную постановку» .